# Rally di Germania 2003
Il Rally di Germania 2003, ufficialmente denominato 22. ADAC Rallye Deutschland, è stata l'ottava prova del campionato del mondo rally 2003 nonché la ventiduesima edizione del Rally di Germania e la seconda con valenza mondiale. La manifestazione si è svolta dal 25 al 27 luglio sui ruvidi asfalti che attraversano le campagne della Germania occidentale e i vigneti attorno al fiume Mosella, con base a Treviri mentre il parco assistenza per i concorrenti venne allestito nei pressi del lago Bostalsee.
L'evento è stato vinto dal francese Sébastien Loeb, navigato dal monegasco Daniel Elena, alla guida di una Citroën Xsara WRC della squadra ufficiale Citroën Total, al loro terzo successo in carriera e al secondo in stagione dopo la vittoria al Rally di Monte Carlo, precedendo la coppia finlandese formata da Marcus Grönholm e Timo Rautiainen, su Peugeot 206 WRC della scuderia Marlboro Peugeot Total, e quella britannica composta da Richard Burns e Robert Reid, anch'essi su una Peugeot 206 WRC ufficiale.
In Germania si disputava anche la quinta tappa del campionato PWRC, che ha visto vincere l'equipaggio spagnolo costituito da Dani Solà e Álex Romaní, su Mitsubishi Lancer Evo VII, alla loro prima vittoria di categoria in stagione.

## Dati della prova
| Denominazione ufficiale             | ADAC Rallye Deutschland                                   |
| Edizione N°                         | 22                                                        |
| Tappa N°                            | 8 di 14                                                   |
| Data manifestazione                 | da venerdì 25/07/2003 a domenica 27/07/2003               |
| Sede ospitante                      | Treviri (Renania-Palatinato)                              |
| Sede parco assistenza               | Lago Bostalsee, Nohfelden (Saarland)                      |
| Superficie                          | Asfalto                                                   |
| Iscritti                            | 81                                                        |
| Partiti                             | 79                                                        |
| Arrivati                            | 44 (557,7%)                                               |
| Prove speciali                      | 22                                                        |
| Prova più breve                     | 6,24 km (PS7 e PS16: SSS St. Wendel)                      |
| Prova più lunga                     | 35,42 km (PS4: Panzerplatte Ost)                          |
| Prova più lenta                     | velocità media di 94,39 km/h (PS21: Moselwein 2)          |
| Prova più veloce                    | velocità media di 115,00 km/h (PS19: St. Wendeler Land 1) |
| Lunghezza prove speciali            | 388,23 km (27,7% della distanza totale)                   |
| Lunghezza complessiva trasferimenti | 1349,35 km                                                |
| Distanza totale                     | 1737,58 km                                                |

## Itinerario
| Frazione            | Prova  | Ora    | Nome                                       | Partenza                                   | Arrivo                                     | Lunghezza | Totale    |
| ------------------- | ------ | ------ | ------------------------------------------ | ------------------------------------------ | ------------------------------------------ | --------- | --------- |
| Frazione 1 (25 lug) |        | 09:00  | Assistenza – Bostalsee, Nohfelden (20 min) | Assistenza – Bostalsee, Nohfelden (20 min) | Assistenza – Bostalsee, Nohfelden (20 min) | –         | 117,31 km |
| Frazione 1 (25 lug) | PS1    | 10:09  | Stein und Wein - Ruwertal 1                | Osburg                                     | Fell                                       | 17,21 km  | 117,31 km |
| Frazione 1 (25 lug) | PS2    | 10:52  | Dhrontal 1                                 | Neumagen-Dhron                             | Piesport                                   | 12,81 km  | 117,31 km |
| Frazione 1 (25 lug) |        | 12:10  | Assistenza – Bostalsee, Nohfelden (20 min) | Assistenza – Bostalsee, Nohfelden (20 min) | Assistenza – Bostalsee, Nohfelden (20 min) | –         | 117,31 km |
| Frazione 1 (25 lug) | PS3    | 13:10  | Maiwald                                    | Reichenbach                                | Baumholder                                 | 15,61 km  | 117,31 km |
| Frazione 1 (25 lug) | PS4    | 13:35  | Panzerplatte Ost                           | Baumholder                                 | Baumholder                                 | 35,42 km  | 117,31 km |
| Frazione 1 (25 lug) |        | 15:12  | Assistenza – Bostalsee, Nohfelden (20 min) | Assistenza – Bostalsee, Nohfelden (20 min) | Assistenza – Bostalsee, Nohfelden (20 min) | –         | 117,31 km |
| Frazione 1 (25 lug) | PS5    | 16:21  | Stein und Wein - Ruwertal 2                | Osburg                                     | Fell                                       | 17,21 km  | 117,31 km |
| Frazione 1 (25 lug) | PS6    | 17:04  | Dhrontal 2                                 | Neumagen-Dhron                             | Piesport                                   | 12,81 km  | 117,31 km |
| Frazione 1 (25 lug) |        | 18:37  | Assistenza – Bostalsee, Nohfelden (45 min) | Assistenza – Bostalsee, Nohfelden (45 min) | Assistenza – Bostalsee, Nohfelden (45 min) | –         | 117,31 km |
| Frazione 1 (25 lug) | PS7    | 20:05  | SSS St. Wendel 1                           | Sankt Wendel                               | Sankt Wendel                               | 6,24 km   | 117,31 km |
|                     |        |        |                                            |                                            |                                            |           |           |
| Frazione 2 (26 lug) |        | 07:30  | Assistenza – Bostalsee, Nohfelden (20 min) | Assistenza – Bostalsee, Nohfelden (20 min) | Assistenza – Bostalsee, Nohfelden (20 min) | –         | 169,38 km |
| Frazione 2 (26 lug) | PS8    | 08:28  | Bosenberg 1                                | Sankt Wendel                               | Sankt Wendel                               | 17,02 km  | 169,38 km |
| Frazione 2 (26 lug) | PS9    | 09:21  | Peterberg 1                                | Nonnweiler                                 | Nonnweiler                                 | 10,55 km  | 169,38 km |
| Frazione 2 (26 lug) |        | 09:46  | Assistenza – Bostalsee, Nohfelden (20 min) | Assistenza – Bostalsee, Nohfelden (20 min) | Assistenza – Bostalsee, Nohfelden (20 min) | –         | 169,38 km |
| Frazione 2 (26 lug) | PS10   | 10:54  | Erzweiler 1                                | Oberalben                                  | Baumholder                                 | 19,98 km  | 169,38 km |
| Frazione 2 (26 lug) | PS11   | 11:25  | Panzerplatte West 1                        | Baumholder                                 | Reichenbach                                | 34,02 km  | 169,38 km |
| Frazione 2 (26 lug) |        | 12:45  | Assistenza – Bostalsee, Nohfelden (20 min) | Assistenza – Bostalsee, Nohfelden (20 min) | Assistenza – Bostalsee, Nohfelden (20 min) | –         | 169,38 km |
| Frazione 2 (26 lug) | PS12   | 13:53  | Erzweiler 2                                | Oberalben                                  | Baumholder                                 | 19,98 km  | 169,38 km |
| Frazione 2 (26 lug) | PS13   | 14:24  | Panzerplatte West 2                        | Baumholder                                 | Reichenbach                                | 34,02 km  | 169,38 km |
| Frazione 2 (26 lug) |        | 15:39  | Assistenza – Bostalsee, Nohfelden (20 min) | Assistenza – Bostalsee, Nohfelden (20 min) | Assistenza – Bostalsee, Nohfelden (20 min) | –         | 169,38 km |
| Frazione 2 (26 lug) | PS14   | 16:27  | Peterberg 2                                | Nonnweiler                                 | Nonnweiler                                 | 10,55 km  | 169,38 km |
| Frazione 2 (26 lug) | PS15   | 17:15  | Bosenberg 2                                | Sankt Wendel                               | Sankt Wendel                               | 17,02 km  | 169,38 km |
| Frazione 2 (26 lug) | PS16   | 17:51  | SSS St. Wendel 2                           | Sankt Wendel                               | Sankt Wendel                               | 5,81 km   | 169,38 km |
| Frazione 2 (26 lug) |        | 18:31  | Assistenza – Bostalsee, Nohfelden (45 min) | Assistenza – Bostalsee, Nohfelden (45 min) | Assistenza – Bostalsee, Nohfelden (45 min) | –         | 169,38 km |
|                     |        |        |                                            |                                            |                                            |           |           |
| Frazione 3 (27 lug) |        | 05:55  | Assistenza – Bostalsee, Nohfelden (20 min) | Assistenza – Bostalsee, Nohfelden (20 min) | Assistenza – Bostalsee, Nohfelden (20 min) | –         | 101,54 km |
| Frazione 3 (27 lug) | PS17   | 07:28  | Schones Moselland 1                        | Kesten                                     | Piesport                                   | 15,29 km  | 101,54 km |
| Frazione 3 (27 lug) | PS18   | 07:58  | Moselwein 1                                | Trittenheim                                | Rivenich                                   | 16,55 km  | 101,54 km |
| Frazione 3 (27 lug) | PS19   | 09:16  | St. Wendeler Land 1                        | Nohfelden                                  | Freisen                                    | 18,93 km  | 101,54 km |
| Frazione 3 (27 lug) |        | 10:23  | Assistenza – Bostalsee, Nohfelden (20 min) | Assistenza – Bostalsee, Nohfelden (20 min) | Assistenza – Bostalsee, Nohfelden (20 min) | –         | 101,54 km |
| Frazione 3 (27 lug) | PS20   | 11:56  | Schones Moselland 2                        | Kesten                                     | Piesport                                   | 15,29 km  | 101,54 km |
| Frazione 3 (27 lug) | PS21   | 12:26  | Moselwein 2                                | Trittenheim                                | Rivenich                                   | 16,55 km  | 101,54 km |
| Frazione 3 (27 lug) | PS22   | 13:44  | St. Wendeler Land 2                        | Nohfelden                                  | Freisen                                    | 18,93 km  | 101,54 km |
| Frazione 3 (27 lug) |        | 14:31  | Assistenza – Bostalsee, Nohfelden (20 min) | Assistenza – Bostalsee, Nohfelden (20 min) | Assistenza – Bostalsee, Nohfelden (20 min) | –         | 101,54 km |
| Totale              | Totale | Totale | Totale                                     | Totale                                     | Totale                                     | Totale    | 388,23 km |

## Risultati

### Classifica
| Pos.                   | Nº       | Pilota          | Co-pilota            | Auto                      | Squadra                  | Classe    | Tempo     | Distacco   | Punti    |
| Generale               | Generale | Generale        | Generale             | Generale                  | Generale                 | Generale  | Generale  | Generale   | Generale |
| ---------------------- | -------- | --------------- | -------------------- | ------------------------- | ------------------------ | --------- | --------- | ---------- | -------- |
| 1.                     | 18       | Sébastien Loeb  | Daniel Elena         | Citroën Xsara WRC         | Citroën Total            | WRC       | 5h09'12"6 | –          | 10       |
| 2.                     | 1        | Marcus Grönholm | Timo Rautiainen      | Peugeot 206 WRC (2002)    | Marlboro Peugeot Total   | WRC       | 5h13'26"6 | +4'14"0    | 8        |
| 3.                     | 2        | Richard Burns   | Robert Reid          | Peugeot 206 WRC (2002)    | Marlboro Peugeot Total   | WRC       | 5h13'29"4 | +4'16"8    | 6        |
| 4.                     | 17       | Colin McRae     | Derek Ringer         | Citroën Xsara WRC         | Citroën Total            | WRC       | 5h13'57"9 | +4'45"3    | 5        |
| 5.                     | 4        | Markko Märtin   | Michael Park         | Ford Focus RS WRC 03      | Ford Rallye Sport        | WRC       | 5h14'54"8 | +5'42"2    | 4        |
| 6.                     | 19       | Carlos Sainz    | Marc Martí           | Citroën Xsara WRC         | Citroën Total            | WRC       | 5h18'11"3 | +8'58"7    | 3        |
| 7.                     | 5        | François Duval  | Stéphane Prévot      | Ford Focus RS WRC 03      | Ford Rallye Sport        | WRC       | 5h22'41"6 | +13'29"0   | 2        |
| 8.                     | 7        | Petter Solberg  | Phil Mills           | Subaru Impreza WRC2003    | 555 Subaru WRT           | WRC       | 5h33'09"9 | +23'57"3   | 1        |
| 9.                     | 21       | Cédric Robert   | Gérald Bedon         | Peugeot 206 WRC (2001)    | Équipe de France FFSA    | WRC       | 5h39'13"7 | +30'01"1   | -        |
| 10.                    | 3        | Gilles Panizzi  | Hervé Panizzi        | Peugeot 206 WRC (2002)    | Marlboro Peugeot Total   | WRC       | 5h42'56"7 | +33'44"1   | -        |
| Campionato piloti PWRC |          |                 |                      |                           |                          |           |           |            |          |
| 1. (22.)               | 52       | Dani Solà       | Álex Romaní          | Mitsubishi Lancer Evo VII | -                        | N4 / PWRC | 5h39'13"7 | –          | 10       |
| 2. (24.)               | 55       | Martin Rowe     | Trevor Agnew         | Subaru Impreza WRX STi    | David Sutton Cars Ltd    | N4 / PWRC | 5h42'56"7 | +3'43"0    | 8        |
| 3. (26.)               | 61       | Janusz Kulig    | Maciej Szczepaniak   | Mitsubishi Lancer Evo VI  | Mobil 1 Team Poland      | N4 / PWRC | 5h45'30"1 | +6'16"4    | 6        |
| 4. (27.)               | 51       | Karamjit Singh  | Allen Oh             | Proton Pert               | Petronas EON Racing Team | N4 / PWRC | 6h00'26"8 | +21'13"1   | 5        |
| 5. (29.)               | 65       | Stig Blomqvist  | Ana Goñi             | Subaru Impreza WRX STi    | David Sutton Cars Ltd    | N4 / PWRC | 6h10'50"7 | +31'37"0   | 4        |
| 6. (34.)               | 80       | Ricardo Triviño | Jordi Barrabés Costa | Mitsubishi Lancer Evo VII | -                        | N4 / PWRC | 6h46'12"8 | +1h06'59"1 | 3        |
| 7. (36.)               | 72       | Constantin Aur  | Adrian Berghea       | Mitsubishi Lancer Evo VII | Stohl Racing             | N4 / PWRC | 6h46'12"8 | +1h06'59"1 | 2        |
| 8. (38.)               | 59       | Stefano Marrini | Massimo Agostinelli  | Mitsubishi Lancer Evo VII | -                        | N4 / PWRC | 6h46'12"8 | +1h06'59"1 | 1        |

| Principali ritiri | Principali ritiri | Principali ritiri   | Principali ritiri  | Principali ritiri         | Principali ritiri | Principali ritiri | Principali ritiri    | Principali ritiri |
| PS                | Nº                | Pilota              | Co-pilota          | Auto                      | Squadra           | Classe            | Causa                | Pos.              |
| ----------------- | ----------------- | ------------------- | ------------------ | ------------------------- | ----------------- | ----------------- | -------------------- | ----------------- |
| PS 2              | 67                | Krzysztof Hołowczyc | Łukasz Kurzeja     | Mitsubishi Lancer Evo VII | -                 | N4 / PWRC         | Pompa del carburante | 76º               |
| PS 7              | 8                 | Tommi Mäkinen       | Kaj Lindström      | Subaru Impreza WRC2003    | 555 Subaru WRT    | WRC               | Alternatore          | 25º               |
| PS 7              | 14                | Didier Auriol       | Denis Giraudet     | Škoda Fabia WRC           | Škoda Motorsport  | WRC               | Motore               | 16º               |
| PS 11             | 20                | Philippe Bugalski   | Jean-Paul Chiaroni | Citroën Xsara WRC         | Citroën Total     | WRC               | Turbocompressore     | 16º               |
| PS 11             | 32                | Jani Paasonen       | Arto Kapanen       | Mitsubishi Lancer WRC2    | -                 | WRC               | Incidente            | 18º               |
| PS 13             | 15                | Toni Gardemeister   | Paavo Lukander     | Škoda Fabia WRC           | Škoda Motorsport  | WRC               | Assale posteriore    | 26º               |
| PS 21             | 23                | Roman Kresta        | Jan Tománek        | Peugeot 206 WRC (2001)    | Bozian Racing     | WRC               | Freni                | 11º               |

Legenda
| Icona | Classe                                                                                  |
| ----- | --------------------------------------------------------------------------------------- |
| WRC   | Equipaggio di classe A8 che può conquistare punti per il campionato costruttori WRC     |
| WRC   | Equipaggio di classe A8 che non può conquistare punti per il campionato costruttori WRC |
| PWRC  | Equipaggio registrato al campionato PWRC                                                |
| JWRC  | Equipaggio registrato al campionato Junior WRC                                          |
|       | Ulteriori classificazioni                                                               |

### Prove speciali
| Frazione            | Prova | Ora   | Nome                        | Lunghezza | Vincitori                       | Tempo   | Velocità media | Leader del rally                |
| ------------------- | ----- | ----- | --------------------------- | --------- | ------------------------------- | ------- | -------------- | ------------------------------- |
| Frazione 1 (25 lug) | PS1   | 10:09 | Stein und Wein - Ruwertal 1 | 17,21 km  | Richard Burns Robert Reid       | 9'37"5  | 107,28 km/h    | Richard Burns Robert Reid       |
| Frazione 1 (25 lug) | PS2   | 10:52 | Dhrontal 1                  | 12,81 km  | Richard Burns Robert Reid       | 8'08"1  | 94,48 km/h     | Richard Burns Robert Reid       |
| Frazione 1 (25 lug) | PS3   | 13:10 | Maiwald                     | 15,61 km  | Markko Märtin Michael Park      | 9'01"4  | 103,80 km/h    | Richard Burns Robert Reid       |
| Frazione 1 (25 lug) | PS4   | 13:35 | Panzerplatte Ost            | 35,42 km  | Markko Märtin Michael Park      | 20'34"7 | 103,27 km/h    | Markko Märtin Michael Park      |
| Frazione 1 (25 lug) | PS5   | 16:21 | Stein und Wein - Ruwertal 2 | 17,21 km  | Richard Burns Robert Reid       | 9'37"8  | 107,23 km/h    | Richard Burns Robert Reid       |
| Frazione 1 (25 lug) | PS6   | 17:04 | Dhrontal 2                  | 12,81 km  | Sébastien Loeb Daniel Elena     | 8'00"7  | 95,94 km/h     | Richard Burns Robert Reid       |
| Frazione 1 (25 lug) | PS7   | 20:05 | SSS St. Wendel 1            | 6,24 km   | Richard Burns Robert Reid       | 3'24"7  | 109,74 km/h    | Richard Burns Robert Reid       |
|                     |       |       |                             |           |                                 |         |                | Richard Burns Robert Reid       |
| Frazione 2 (26 lug) | PS8   | 08:28 | Bosenberg 1                 | 17,02 km  | Marcus Grönholm Timo Rautiainen | 9'16"8  | 110,04 km/h    | Richard Burns Robert Reid       |
| Frazione 2 (26 lug) | PS9   | 09:21 | Peterberg 1                 | 10,55 km  | Markko Märtin Michael Park      | 6'09"5  | 102,79 km/h    | Marcus Grönholm Timo Rautiainen |
| Frazione 2 (26 lug) | PS10  | 10:54 | Erzweiler 1                 | 19,98 km  | Markko Märtin Michael Park      | 11'45"6 | 101,94 km/h    | Marcus Grönholm Timo Rautiainen |
| Frazione 2 (26 lug) | PS11  | 11:25 | Panzerplatte West 1         | 34,02 km  | Markko Märtin Michael Park      | 19'31"9 | 104,51 km/h    | Marcus Grönholm Timo Rautiainen |
| Frazione 2 (26 lug) | PS12  | 13:53 | Erzweiler 2                 | 19,98 km  | Sébastien Loeb Daniel Elena     | 11'40"6 | 102,67 km/h    | Marcus Grönholm Timo Rautiainen |
| Frazione 2 (26 lug) | PS13  | 14:24 | Panzerplatte West 2         | 34,02 km  | Markko Märtin Michael Park      | 19'01"6 | 107,28 km/h    | Sébastien Loeb Daniel Elena     |
| Frazione 2 (26 lug) | PS14  | 16:27 | Peterberg 2                 | 10,55 km  | Marcus Grönholm Timo Rautiainen | 6'25"4  | 98,55 km/h     | Sébastien Loeb Daniel Elena     |
| Frazione 2 (26 lug) | PS15  | 17:15 | Bosenberg 2                 | 17,02 km  | Markko Märtin Michael Park      | 8'56"5  | 114,21 km/h    | Sébastien Loeb Daniel Elena     |
| Frazione 2 (26 lug) | PS16  | 17:51 | SSS St. Wendel 2            | 6,24 km   | Roman Kresta Jan Tománek        | 3'38"0  | 103,05 km/h    | Sébastien Loeb Daniel Elena     |
|                     |       |       |                             |           |                                 |         |                | Sébastien Loeb Daniel Elena     |
| Frazione 3 (27 lug) | PS17  | 07:28 | Schones Moselland 1         | 15,29 km  | Colin McRae Derek Ringer        | 9'03"6  | 101,26 km/h    | Sébastien Loeb Daniel Elena     |
| Frazione 3 (27 lug) | PS18  | 07:58 | Moselwein 1                 | 16,55 km  | Colin McRae Derek Ringer        | 10'04"5 | 98,56 km/h     | Sébastien Loeb Daniel Elena     |
| Frazione 3 (27 lug) | PS19  | 09:16 | St. Wendeler Land 1         | 18,93 km  | Carlos Sainz Marc Martí         | 9'52"6  | 115,00 km/h    | Sébastien Loeb Daniel Elena     |
| Frazione 3 (27 lug) | PS20  | 11:56 | Schones Moselland 2         | 15,29 km  | Markko Märtin Michael Park      | 9'25"7  | 97,30 km/h     | Sébastien Loeb Daniel Elena     |
| Frazione 3 (27 lug) | PS21  | 12:26 | Moselwein 12                | 16,55 km  | Markko Märtin Michael Park      | 10'31"2 | 94,39 km/h     | Sébastien Loeb Daniel Elena     |
| Frazione 3 (27 lug) | PS22  | 13:40 | St. Wendeler Land 2         | 18,93 km  | Markko Märtin Michael Park      | 10'32"3 | 107,78 km/h    | Sébastien Loeb Daniel Elena     |

## Classifiche mondiali
Classifica piloti
| Pos. | Pos. | Pilota            | Punti |
| ---- | ---- | ----------------- | ----- |
| 1    |      | Richard Burns     | 43    |
| 2    |      | Carlos Sainz      | 39    |
| 3    |      | Marcus Grönholm   | 38    |
| 4    | 1    | Sébastien Loeb    | 33    |
| 5    | 1    | Petter Solberg    | 30    |
| 6    | 1    | Colin McRae       | 28    |
| 7    | 1    | Markko Märtin     | 27    |
| 8    |      | Harri Rovanperä   | 16    |
| 9    |      | Tommi Mäkinen     | 15    |
| 10   |      | François Duval    | 11    |
| 11   |      | Toni Gardemeister | 9     |
| 12   |      | Gilles Panizzi    | 6     |
| 13   |      | Didier Auriol     | 4     |
| 14   |      | Mikko Hirvonen    | 3     |
| 15   |      | Cédric Robert     | 3     |
| 16   | 1    | Alister McRae     | 3     |
| 17   |      | Armin Schwarz     | 3     |
| 18   |      | Alistair Ginley   | 1     |

Classifica costruttori WRC
| Pos. | Pos. | Squadra                  | Punti |
| ---- | ---- | ------------------------ | ----- |
| 1    |      | Marlboro Peugeot Total   | 95    |
| 2    |      | Citroën Total            | 88    |
| 3    | 1    | Ford Rallye Sport        | 50    |
| 4    | 1    | 555 Subaru WRT           | 49    |
| 5    |      | Škoda Motorsport         | 20    |
| 6    |      | Hyundai World Rally Team | 7     |